# Hillingdon
Pronunciação
Hillingdon é um borough da Região de Londres, na Inglaterra. Sua população é de 292 690 habitantes.